# KA (rappeur)
Pour l’article homonyme, voir Ka (homonymie).
KA de son vrai nom Ayoub Chemlali né le 10 avril 1996 à Amsterdam, est un rappeur néerlandais. 
Auteur d'une session de rap 101Barz aux Pays-Bas, il atteint les dix millions de vues et fait définitivement son entrée dans la scène du rap néerlandais en signant dans le label Hella Cash et en sortant son premier album intitulé Behind the Scenes en 2020. Vainqueur du prix FunX du Next Best en 2021, il sort son deuxième album intitulé Recklezz en 2022.
Le style de musique de KA se caractérise par ses rythmes lourds, ses lignes de basse puissantes et ses paroles qui évoquent le trafic de drogue et le monde souterrain d'Amsterdam. Le rappeur est connu pour faire des clips à plusieurs millions d'euros dans des villes comme Dubaï ou Tanger.

## Biographie
Ayoub Chemlali nait à Amsterdam et grandit dans le quartier de Slotervaart au sein d'une famille marocaine,. Ses parents sont arrivés aux Pays-Bas dans les années 80 en provenance de Nador.

### Carrière musicale
KA grandit dans la banlieue d'Amsterdam et fait sa première apparition derrière les écrans sur le clip de Josylvio sur le morceau Le7nesh en collaboration avec Sevn Alias en 2015. Trois ans plus tard, en 2018, KA collabore pour la première fois dans un studio en prenant part à un morceau de l'album Hella Cash. Plus tard, il rejoint le label qui porte le même nom. À la suite de bons retours, il sort son premier morceau intitulé Weersvoorspelling en novembre 2018 qui devient son premier hit, atteignant la 87e place dans le Single Top 100. Collaborant régulièrement avec les autres artistes du label dont Ashafar, Josylvio ou encore Moeman, le premier album collaboratif intitulé Hella Cash Gang Vol. 1 composé des deux derniers avec KA, sort dans les rubriques et atteint la deuxième place dans l'Album Top 100 des Pays-Bas. Le 20 septembre 2019, il gagne en popularité après la publication d'une session de freestyle 101Barz, atteignant les 10 millions de vues.
En 2020, il sort son premier album intitulé Behind the Scenes. Pour la deuxième fois dans sa carrière qui vient de commencer, KA atteint la deuxième place de l'Album Top 100 des Pays-Bas, cette fois-ci avec un album indépendant sous le même label de Hella Cash. Lors de cette période, il est présenté par les médias néerlandais comme l'un des meilleurs rappeurs actuels en terme d'activité et de popularité.  
En 2021, KA remporte le prix FunX Music Awards dans la catégorie Next Best,.
En novembre 2022, il sort son deuxième album intitulé Recklezz. Dans ses clips, entouré de Bentleys et de Lamborghinis avec des clips tournés à Dubaï et au Maroc, il évoque et prône un rap mettant en avant l'argent illégale générée par la cocaïne.

### Divers
Le 29 mai 2020, lors d'un tournage de son clip dans le quartier de Karperstraat à Amsterdam-Sud, un jeune homme de 17 ans muni d'un pistolet chargé de vrais balles et cagoulé est arrêté par la police néerlandaise.
Le 6 novembre 2022, il sort un morceau intitulé Linken aan zaken en collaboration avec Djaga Djaga, un rappeur en prison avec une peine de 18 ans pour participation à l'assassinat d'Abderrahim Belhadj et de Samir Bouyakhrichan, un grand baron de la drogue tué en 2014.

## Discographie

### Singles
- 2018 : Weersvoorspelling
- 2019 : Amsterdam
- 2020 : Goed Fout
- 2020 : Cash
- 2020 : Daar Met Jou
- 2021 : Op De Strip
- 2021 : Die Man feat. JoeyAK
- 2021 : Schaduw feat. S10
- 2022 : Jongen Als Mij
- 2022 : Je Verdient Beter feat. Willem
- 2024 : Voorspeld
- 2025 : Kech feat. 3robi

### Collaborations
- 2019 : Akrapovic de Woenzelaar et KA
- 2020 : Levensstijl de Spanker, Sevn Alias et KA
- 2020 : Bentleys & Rovers de Moeman et KA
- 2020 : Mama Bid de Josylvio, Ashafar, Moeman et KA
- 2020 : Guala de Josylvio, Ashafar, Moeman et KA
- 2021 : Verdwijn avec SAM J'taime et KA
- 2021 : Levelen Up avec Fatah, Lijpe, Henkie T et KA
- 2022 : Doelen de Josylvio et KA
- 2023 : Natte Sokken de Boef et KA
- 2023 : Soldier de Cor et KA
- 2023 : Pesos de Moeman, Josylvio et KA
- 2023 : Zidane avec Ashafar et KA
- 2023 : 100 Doezoe Cash de Lijpe, Fatah et KA
- 2023 : Niemand de Kevin, Ronnie Flex et KA
- 2023 : PK's de Josylvio, Moeman, Bokke8, Philly et KA